# ペノブスコット郡 (メイン州)
ペノブスコット郡（英: Penobscot County）は、アメリカ合衆国メイン州の中央部に位置する郡である。人口は15万2199人（2020年）。郡庁所在地はバンゴーであり、同郡で人口最大の都市である。
ペノブスコット郡はバンゴー・ニュイングランド郡都市圏に属している。

## 政治
| 無党派     | 38,619  | 35.87% |
| 民主党     | 32,914  | 30.57% |
| 共和党     | 32,763  | 30.43% |
| 緑の独立党 | 3,344   | 3.10%  |
| 合計       | 107,640 | 100%   |

## 地理
アメリカ合衆国国勢調査局に拠れば、郡域全面積は3556.14平方マイル (9,210.4 km2)であり、このうち陸地3395.73平方マイル (8,794.9 km2)、水域は160.41平方マイル (415.5 km2)で水域率は4.51%である。

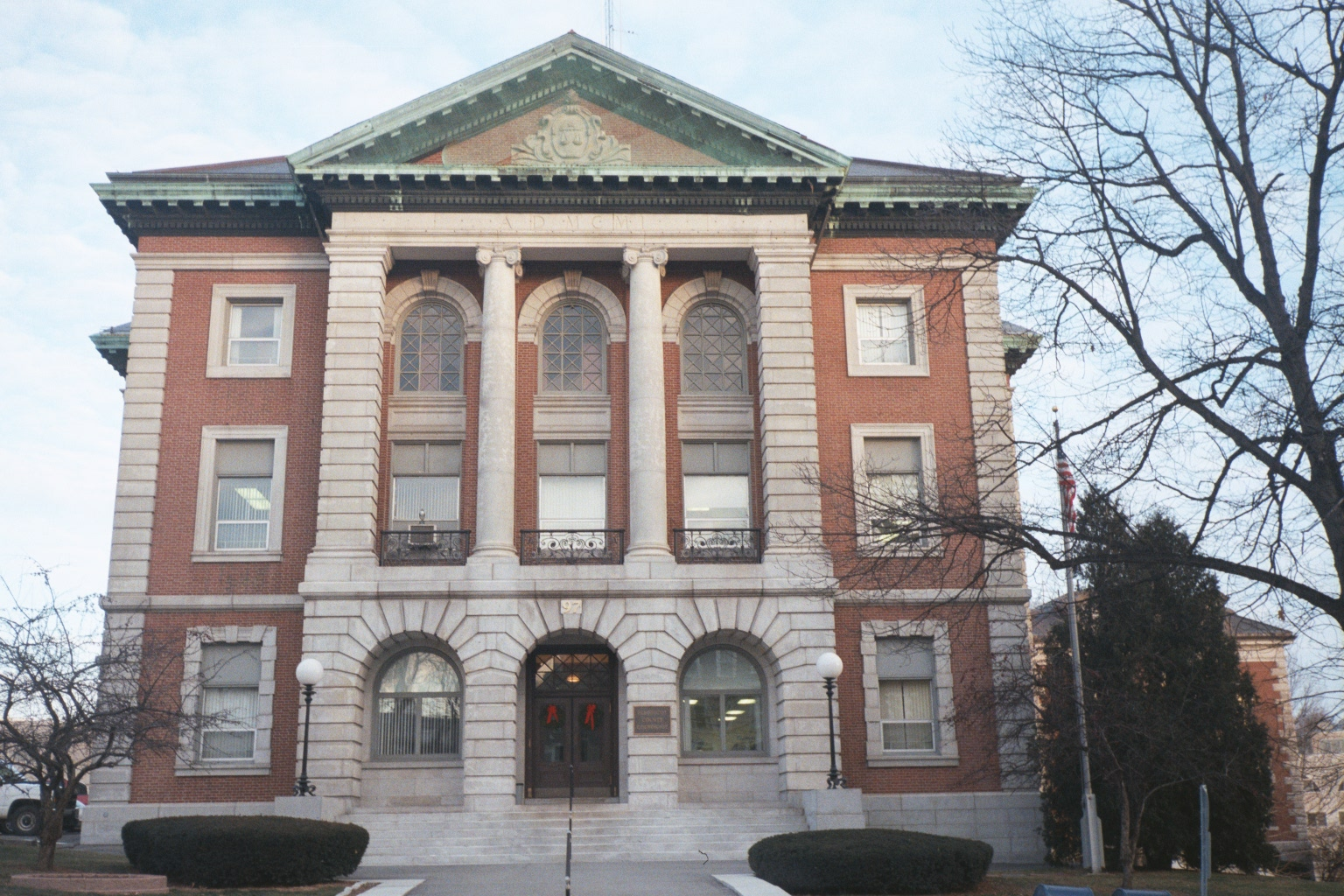
ペノブスコット郡庁舎

### 隣接する郡
- アルーストック郡 - 北
- ワシントン郡 - 南東
- ハンコック郡 - 南
- ウォルド郡 - 南西
- サマセット郡 - 西
- ピスカタキス郡 - 北西

### 国立保護地域
- サンクヘイズメドウズ国立野生生物保護区

## 人口動態
以下は2000年国勢調査による人口統計データである。
| 基礎データ - 人口: 144,919 人 - 世帯数: 58,096 世帯 - 家族数: 37,820 家族 - 人口密度: 16人/km2（43人/mi2） - 住居数: 66,847 軒 - 住居密度: 8軒/km2（20軒/mi2） 人種別人口構成 - 白人: 96.60% - アフリカン・アメリカン: 0.49% - ネイティブ・アメリカン: 1.00% - アジア人: 0.70% - 太平洋諸島系: 0.03% - その他の人種: 0.23% - 混血: 0.96% - ヒスパニック・ラテン系: 0.61% 先祖による構成 - イギリス系：17.8% - アメリカ人：17.3% - フランス系：14.0% - アイルランド系：13.0% - フランス系カナダ人：6.7% 言語による構成 - 英語：95.8% - フランス語：2.3% | 年齢別人口構成 - 18歳未満: 22.8% - 18-24歳: 11.3% - 25-44歳: 29.0% - 45-64歳: 23.8% - 65歳以上: 13.1% - 年齢の中央値: 37歳 - 性比（女性100人あたり男性の人口） - 総人口: 95.3 - 18歳以上: 92.3 世帯と家族（対世帯数） - 18歳未満の子供がいる: 30.1% - 結婚・同居している夫婦: 51.5% - 未婚・離婚・死別女性が世帯主: 9.9% - 非家族世帯: 34.9% - 単身世帯: 26.7% - 65歳以上の老人1人暮らし: 10.0% - 平均構成人数 - 世帯: 2.38人 - 家族: 2.88人 収入と家計 - 収入の中央値 - 世帯: 34,274米ドル - 家族: 42,206米ドル - 性別 - 男性: 32,824米ドル - 女性: 23,346米ドル - 人口1人あたり収入: 17,801米ドル - 貧困線以下 - 対人口: 13.7% - 対家族数: 9.7% - 18歳未満: 15.0% - 65歳以上: 11.1% |

## 都市と町
| - バンゴー市 - 郡庁所在地 - ブルワー市 - オールドタウン市 - オロノ町 - アルトン町 - ブラッドフォード町 - ブラッドリー町 - バーリントン町 - カーメル町 - キャロル・プランテーション - チャールストン町 - チェスター町 - クリフトン町 - コリナ町 - コリンス町 - デクスター町 - ディクスモント町 - ドルー・プランテーション - イーストミリノケット町 - エディントン町 - エディンバラ町 - エンフィールド町 - エトナ町 - イグゼター町 - ガーランド町 - グレンバーン町 - グリーンブッシュ町 - ハンプデン町 - ハーモン町 - ホールデン町 | - ハウランド町 - ハドソン町 - インディアン・アイランド - ケンダスキーグ町 - ラグランジェ町 - レイクビル町 - リー町 - レバント町 - リンカーン町 - ローウェル町 - マッタワムキーグ町 - マックスフィールド町 - メドウェイ町 - ミルフォード町 - ミリノケット町 - マウントチェイス町 - ニューバーグ町 - ニューポート町 - オーリントン町 - パサダムキーグ町 - パッテン町 - プリマス町 - シボーイス・プランテーション - スプリングフィールド町 - ステイシービル町 - ステットソン町 - ビージー町 - ウェブスター・プランテーション - ウィン町 - ウッドビル町 |

### 未編入の町と領域
- アーガイル
- キングマン
- プレンティス
- トゥームリーリッジ
- ウィットニー
- ノース・ペノブスコット
- イーストセントラル・ペノブスコット

## インディアン居留地
- ペノブスコット・インディアン・アイランド居留地